# Herklotsichthys lippa
Herklotsichthys lippa är en fiskart som först beskrevs av Whitley, 1931.  Herklotsichthys lippa ingår i släktet Herklotsichthys och familjen sillfiskar. Inga underarter finns listade i Catalogue of Life.